# بيل دانا
بيل دانا (بالإنجليزية: Bill Dana)‏ هو موسيقي وكاتب سيناريو وممثل أمريكي، ولد في 5 أكتوبر 1924 في الولايات المتحدة، وتوفي بنفس المكان في 15 يونيو 2017.

## أعمال

### أفلام
- (1983) الرجال الحقيقيون

## وصلات خارجية
- بيل دانا على موقع IMDb (الإنجليزية)
- بيل دانا على موقع روتن توميتوز (الإنجليزية)
- بيل دانا على موقع ميوزك برينز (الإنجليزية)
- بيل دانا على موقع أول موفي (الإنجليزية)
- بيل دانا على موقع قاعدة بيانات الأفلام السويدية (السويدية)
- بيل دانا على موقع إن إن دي بي (الإنجليزية)
- بيل دانا على موقع أول ميوزيك (الإنجليزية)
- بيل دانا على موقع ديسكوغز (الإنجليزية)
- بيل دانا على موقع قاعدة بيانات الفيلم (الإنجليزية)